# Toxophora bezzii
Toxophora bezzii är en tvåvingeart som beskrevs av Paramonov 1933. Toxophora bezzii ingår i släktet Toxophora och familjen svävflugor. Inga underarter finns listade i Catalogue of Life.